# Космакова
Космако́ва (рос. Космакова) — присілок у складі Сисертського міського округу Свердловської області.
Населення — 85 осіб (2010, 93 у 2002).
Національний склад населення станом на 2002 рік: росіяни — 94 %.
Стара назва — Космаково.